# La spada di Roma
La spada di Roma è un romanzo storico di Simon Scarrow ambientato nell'anno 44 d.C., pubblicato in Italia nel febbraio 2011 dalla casa editrice Newton Compton.
È il terzo romanzo della Eagles of the Empire Series con protagonisti Macrone e Catone.

## Trama

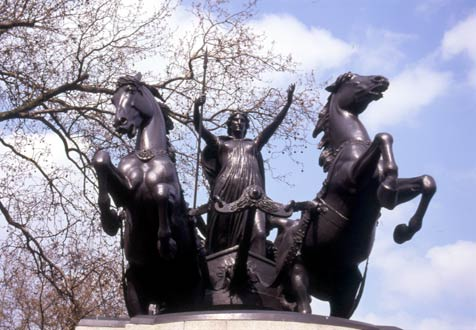
Statua di Boudicca a Londra

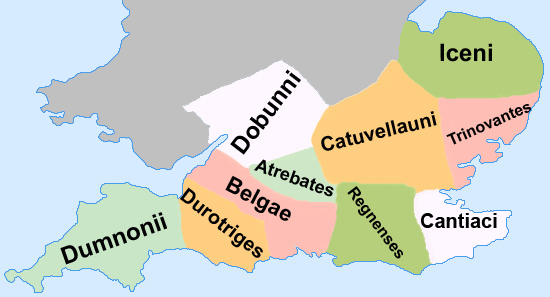
Tribù celtiche della Britannia meridionale all'inizio della campagna di conquista romana

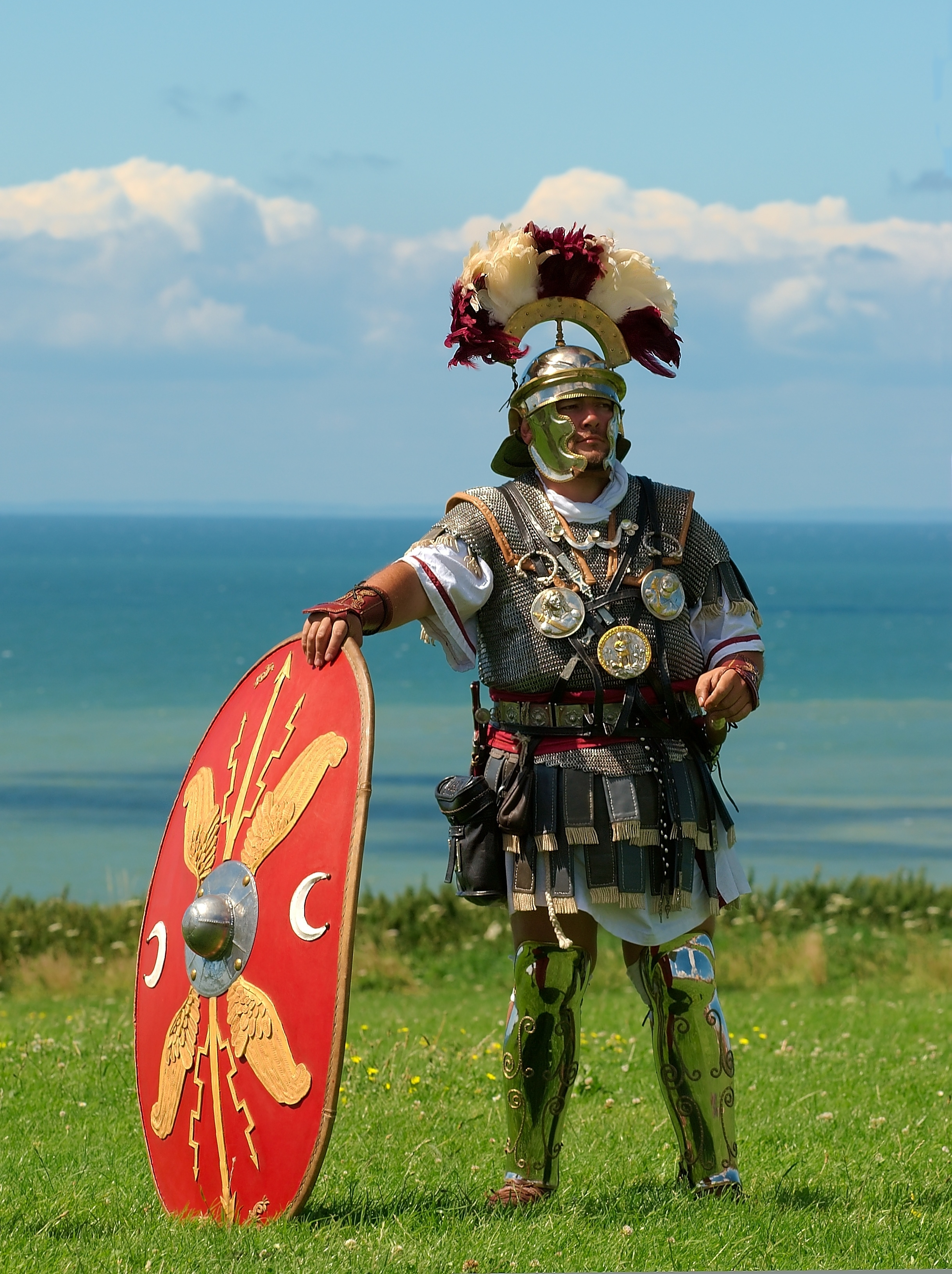
Ricostruzione di un centurione con falere. Catone viene promosso a tale rango alla fine del romanzo.

Durante l'inverno del 44 d.C., quarto anno del regno dell'imperatore Claudio e secondo della campagna di conquista della Britannia, la città di Camulodunum è finalmente caduta in mano all'esercito romano. La conquista della Britannia è però ancora lontana in quanto le popolazioni che vivono in quelle vaste e impervie regioni rifiutano di piegarsi al dominio di Roma; le popolazioni ribelli sono sostenute dai Druidi della Luna Nera, misteriosi sacerdoti che compiono oscuri riti nei boschi della zona. Per cominciare a estendere i domini di Roma in Britannia il generale Aulo Plauzio, a capo dell'esercito di stanza in Britannia, decide di dividere il suo contingente, composto da quattro legioni, mantenendone tre al suo comando, per consolidare le conquiste a nord del Tamesis, e mandando Vespasiano con la Seconda legione a sud per assoggettare le tribù ancora ribelli a partire da quella dei Durotrigi. Vespasiano stabilirà la sua base presso la città di Calleva dove il re Verica e il suo popolo degli Atrebati è da tempo alleato dei Romani. Nel frattempo Aulo Plauzio attende impaziente l'arrivo della propria famiglia da Roma; ma la moglie Pomponia e i suoi due bambini, Elio e Giulia, sorpresi da una tempesta durante il viaggio, hanno fatto naufragio e sono stati catturati proprio dalla tribù dei Durotrigi.
Una volta organizzato il campo militare a Calleva, Vespasiano manda Ortensio con la Quarta Coorte, e quindi con anche Macrone e Catone, a pattugliare i confini del territorio controllato dagli Atrebati. Giunti nella cittadina di Noviomagus trovano tutta la popolazione massacrata e gettata fino a colmare un grosso pozzo, e tutti gli oggetti di valore accatastati in una fossa sicuramente perché l'intento è ritornare a prenderli; e infatti, mentre gli uomini di Macrone presidiano il villaggio fantasma, sopraggiungono in massa i Britanni. Ortensio, Macrone e Catone vengono impegnati per un intero giorno in ripetuti scontri con perdite ingentissime, ma grazie alle loro mosse tattiche riescono a salvare i pochi superstiti e a ricongiungersi con l'esercito di Vespasiano che frattanto è giunto in soccorso. Proprio quando Ortensio e i suoi uomini sono stati tratti in salvo giunge al campo Aulo Plauzio con il suo seguito, in quanto, avendo ricevuto la notizia del dramma occorso alla sua famiglia, intende organizzarne con Vespasiano la liberazione. Infatti pochi giorni prima Vespasiano era stato contattato da un gruppo di Druidi che gli aveva dato tempo un mese per restituire tutti i druidi prigionieri in mano di Aulo Plauzio in cambio della restituzione dei suoi familiari: a prova di ciò veniva ucciso seduta stante il prefetto Valerio Massenzio che aveva scortato la famiglia fino in Britannia e viene consegnato l'anello del figlio di Plauzio riportante il cognome di famiglia. La missione di salvataggio viene affidata al centurione Macrone e al suo optio Catone, e ad aiutarli interverranno Boudicca e suo cugino Prasutago, futuro re degli Iceni. I quattro si avventurano nelle sconosciute lande dove i Durotrigi, guidati dai Druidi, nascondono i prigionieri, in una missione che si rivelerà molto più pericolosa di quanto non lo fosse già in partenza.
Dopo aver esplorato per diversi giorni il territorio dei Durotrigi grazie all'esperienza di Prasutago, riescono a trovare informazioni sul passaggio dei prigionieri. Quando ormai pensano di aver perso le speranze trovano il mercante greco orrendamente mutilato che in punto di morte rivela loro che chi lo ha assalito aveva al seguito una donna con due bambini. Macrone e i suoi compagni quindi si mettono subito sulle tracce dei Druidi e li intercettano proprio quando stanno giungendo in vista di una grande fortezza. Essendo proprio in prossimità della loro meta, i druidi si danno al galoppo per raggiungere subito la fortezza, lasciando indietro il carro che trasporta i prigionieri. Macrone e Catone assaltano il carro, uccidono i due druidi che lo conducevano e si apprestano a portare con loro la famiglia prigioniera, quando si accorgono che Pomponia, la moglie di Aulo Plauzio, è legata al carro con una robusta catena: tentano così di liberarla, ma i vari tentativi vanno a vuoto dato che non hanno gli strumenti adatti; devono quindi prendere una decisione visto che i Druidi, insospettiti per il ritardo del carro, stanno tornando indietro. Macrone e Catone decidono di affrontare i Druidi e poi riprovare a rompere la catena; durante il combattimento, Macrone viene gravemente ferito e uno dei Druidi riesce a scappare. Catone si ritrova a dover decidere lui il da farsi, e la soluzione immediata è portare via i bambini e poi ritornare per salvare la madre; Pomponia però chiede a Catone di ucciderla per risparmiarle le sicure atroci torture, ma Catone non avendo il coraggio di uccidere Pomponia non riesce neanche a fermare il figlio maschio che ritorna ad avvinghiarsi alla madre, ordina quindi a Budicca di portare la bambina e Macrone da Vespasiano e poi ritornare con i rinforzi, mentre lui e Prasutago tengono sotto controllo la fortezza per individuare dove verrà rinchiusa Pomponia.
Tramite un travestimento, Catone riesce a entrare nella fortezza e individua la gabbia dove sono tenuti gli ostaggi. Frattanto Vespasiano sopraggiunge con la seconda legione e comincia a costruire il campo a breve distanza dalla fortezza. Catone raggiunge Vespasiano e gli racconta gli ultimi progressi, e assieme concordano il piano di azione per assaltare la fortezza: Vespasiano concentrerà l'assalto sulla porta principale mentre Catone e un manipolo dei migliori legionari, opportunamente camuffati, entreranno dal retro per la stessa via già percorsa da Catone. L'assalto riesce e Catone riesce a liberare i familiari del generale, salvo rimanere ferito con un colpo di falce alla schiena, portato dal capo dei Druidi nell'ultimo atto prima di venire sopraffatto, proprio mentre si sta per incontrare con Vespasiano. Catone viene portato nello stesso ospedale dove Macrone sta guarendo dalla ferita alla testa, ed entrambi vengono elogiati da Vespasiano per l'ottima riuscita dell'impresa: a Catone viene concessa la tanto agognata promozione, con Vespasiano che gli fa posizionare vicino al letto in cui è degente il nuovo elmo, armatura e bastone da centurione.

## Personaggi
- Lucio Cornelio Macrone: centurione della Sesta centuria della Quarta Coorte della Seconda Legione.
- Quinto Licinio Catone: optio della Sesta centuria della Quarta Coorte della Seconda Legione.
- Aulo Plauzio: generale dell'esercito in Britannia, composto da quattro legioni la Seconda, la Nona, la Quattordicesima e la Ventesima.
- Vespasiano: legato della Seconda Legione.
- Carataco: Re, guerriero e capo di una coalizione di popoli che ha come obiettivo fermare la conquista della Britannia da parte di Roma.
- Valerio Massenzio: prefetto, di scorta alla famiglia di Plauzio durante il viaggio tra la Gallia e la Britannia.
- Pomponia: moglie di Aulo Plauzio, in viaggio per raggiungere il marito.
- Elio: figlio di Aulo Plauzio, in viaggio con la madre per raggiungere la Britannia.
- Giulia: figlia di Aulo Plauzio, in viaggio con la madre per raggiungere la Britannia.
- Boudicca: cugina di Prasutago e sua futura sposa.
- Prasutago: Principe degli Iceni e cugino di Boudicca.
- Nessa: cugina di Boudicca.
- Quinto: centurione della Seconda Legione.
- Balbo: centurione della Seconda Legione.
- Scipione: centurione della Seconda Legione.

- Fabio: centurione della Seconda Legione.
- Parnesio: centurione della Seconda Legione.
- Broann: prostituta Trinovanta a Camulodunum.
- Deneb: prostituta Trinovanta a Camulodunum.
- Gaio Plinio: Tribuno laticlavio della Seconda Legione.
- Publio Pollio Albino: centurione della Ventesima Legione, assegnato con la sua guarnigione alla scorta di Verica re degli Atrebati.
- Ortensio: centurione anziano, a comando della Quarta Coorte della Seconda Legione.
- Verica: Re degli Atrebati.
- Orazio Figulo: legionario della Seconda Legione.
- Sartorio: legionario della Seconda Legione.
- Diomede: mercante greco, guida del re Verica.
- Quinto Camillo: tribuno della Seconda Legione.
- Sesto: prefetto di Campo della Seconda Legione.
- Vellocato: fattore, figlio minore di un amico di Prasutago.
- Manlio: decurione della Seconda Legione.

## Ambientazione
| Anno    | Età Macrone | Età Catone | Ambientazione |
| ------- | ----------- | ---------- | ------------- |
| 44 d.C. | 36 anni     | 19 anni    |               |

## Edizioni
- Simon Scarrow, La spada di Roma, traduzione di Roberto Lanzi, collana Nuova Narrativa Newton, Newton Compton, 24 febbraio 2011,  p. 336, ISBN 978-88-541-2443-1.
- Simon Scarrow, La spada di Roma, traduzione di Roberto Lanzi, collana Grandi Tascabili Contemporanei, Newton Compton, 12 gennaio 2012,  p. 352, ISBN 978-88-541-3552-9.
- Simon Scarrow, L'aquila di Roma, traduzione di Roberto Lanzi, collana SuperInsuperabili, Newton Compton, 13 febbraio 2014,  p. 1.018, ISBN 978-88-541-6101-6.[5]
- Simon Scarrow, La spada di Roma, traduzione di Roberto Lanzi, collana Gli Insuperabili Gold, Newton Compton, 13 luglio 2017,  p. 333, ISBN 978-88-227-0703-1.

## Analisi
- Al termine del romanzo La spada di Roma, Catone riesce a concludere la pericolosa missione e riceve assieme a Macrone una promozione. Per lui in particolare si tratta di una promozione a Centurione.

- È il primo romanzo in cui Catone e Macrone incontrano Boudicca, che incontreranno successivamente ne Il sangue dell'impero, Per l'onore di Roma, Nel nome di Roma e Rivolta per l'impero. Boudicca viene nominata anche nel romanzo precedente, Roma alla conquista del mondo, poiché il suo nome ne è infatti la parola conclusiva.

- In La spada di Roma vi è la prima apparizione del personaggio di Orazio Figulo. In questo romanzo è una recluta nella Seconda Legione, mentre nei romanzi successivi, Roma o morte e La battaglia finale sarà l'optio del centurione Catone. Orazio Figulo sarà poi protagonista del romanzo I conquistatori, della serie Invader, che per gli argomenti trattati lo si può definire il seguito di La battaglia finale.